# Hồi Dân
Hồi Dân (giản thể: 回民区; phồn thể: 回民區; bính âm: Huímín Qū) là một khu (quận) của địa cấp thị Hohhot, khu tự trị Nội Mông Cổ, Trung Quốc.

### Nhai đạo
- Tân Hoa Tây Lộ (新华西路街道)
- Trung Sơn Tây Lộ (中山西路街道)
- Quang Minh Lộ (光明路街道)
- Hải Lạp Nhĩ Tây Lộ (海拉尔西路街道)
- Hoàn Hà Nhai (环河街街道)
- Thông Đạo Nhai (通道街街道)
- Cương Thiết Lộ (钢铁路街道)

### Trấn
- Du Du Bản (攸攸板镇)